# 素敵看板娘
素敵看板娘（すてきかんばんむすめ）は、テレビアニメーション『無敵看板娘』のプロモーションのためのインターネットラジオ番組。TE-A roomにて、毎週水曜日に配信を行っていた。全29回。
配信期間は、2006年（平成18年）5月17日 - 2006年（平成18年）12月20日（ただし、最初の2回は『素敵看板娘・準備中』）。

## パーソナリティ
- 生天目仁美（鬼丸美輝役）
- 小清水亜美（神無月めぐみ役）

## コーナー
普通のお便り
ふつおた
僕の看板娘
リスナーのまわりにいるリスナーを元気づけてくれる看板娘を募集
助けて看板娘
リスナーが困っていることに2人がアドバイス
素敵な朝ごはん
リスナーお薦めの朝ご飯を募集（8月まで）
どっちが無敵?
ラジオの中で2人が勝負するにふさわしいことを募集（9月から）

## エピソード
- 1回10分という「目標」がしばしば語られるが、実際の番組時間は約11分～16分である（「準備中」は7分）。
- 劇中では美輝の敵役であるめぐみを演じている小清水だが、いつもは美輝を演じている生天目に溺愛されているようで、ラジオ収録時は席を隣り同士にしている。
- ラジオ収録中のふたりのラブラブぶりは、ゲスト出演した原作者の佐渡川も少年チャンピオンに漫画レポートしている。
- 夜の22時ごろ配信が基本の TE-A room では珍しく、朝7時配信。番組開始のあいさつも「おはようございます」。『朝の番組』を目指していたが、ふたりの激しい脱線の結果、夜トークが炸裂。ディレクターが『朝です!』のフリップを出して暴走を抑えるのが恒例となっている。

## ゲスト
- 佐渡川準 (原作者) 2006年（平成18年）6月28日〜7月12日（第04〜06回）